# Miraculina
La miraculina no es un edulcorante natural. Se trata de una glucoproteína extraída del fruto de la  sapotácea Synsepalum dulcificum. La baya de esta planta contiene polifenoles activos.
Miraculina deriva de "miracle fruit" uno de los nombres comunes de Synsepalum dulcificum.
La miraculina en sí misma no es dulce, si bien, después de su exposición a las papilas gustativas, los sabores ácidos se perciben como dulces.
Funciona enlazándose a los receptores gustativos de la lengua. Aunque hace parecer dulces los alimentos ácidos no mejora el gusto de los que son amargos.
La sustancia activa fue aislada por el profesor japonés Kenzo Kurihara en 1968.

## Elaboración en laboratorio
La miraculina es una proteína fácilmente soluble y relativamente estable al calor. Se ha intentado producir en laboratorio con la tecnología recombinante modificando genéticamente la bacteria Escherichia coli, pero con poco éxito.